# Hogar de Cristo
El Hogar de Cristo es una organización social sin fines de lucro, privada y laica en Chile. Fue fundada por el sacerdote jesuita Alberto Hurtado el 19 de octubre de 1944, quien fuera declarado santo en el 2005 por el papa Benedicto XVI, atiende mensualmente a más de 25 mil personas en extrema pobreza, en las más de 500 obras que posee a lo largo del país. Su capellán general es el sacerdote jesuita José Fco. Yuraszeck Krebs, S.J., encabeza el directorio Alberto Ferrán y la dirección ejecutiva está a cargo del ingeniero y poeta Juan Cristóbal Romero.

## Historia
El Hogar de Cristo nació como una iniciativa del padre Alberto Hurtado, quien deseaba crear un lugar de acogida para la gente en situación de calle. Así comenzó una campaña, principalmente en el diario El Mercurio, que llevó a la fundación del Hogar. El 21 de diciembre de 1944 colocó la primera piedra de la construcción de la sede principal de la fundación, ubicada en la calle Bernal del Mercado, en la comuna de Estación Central, en Santiago. En 1945 la fundación pasa a tener personalidad jurídica, y se inaugura la primera hospedería. Al año siguiente, se abre la hospedería de Estación Central, que hoy funciona como casa matriz de la institución.
Desde esa época en adelante, el Hogar de Cristo supera ampliamente sus objetivos, y gracias a una muy eficiente y efectiva generación de recursos, logran llegar a abarcar muy distintas áreas de acción social. Así, si en un inicio no era más que una residencial para pasar la noche, con el tiempo llega a atender a enfermos terminales, ancianos desvalidos, niños con problemas de adicción de drogas, entre otros.
El padre Hurtado, fundador y capellán del Hogar, falleció en 1952, siendo sucedido por el padre Guillermo Balmaceda. En 1955 comienza la expansión de la fundación al resto del país con la inauguración de las primeras sedes en Antofagasta y Los Ángeles (1957). La fundación abrió el primer hogar de ancianos en 1954, el primer centro abierto diurno en 1973, y el primer centro de alto riesgo en 1981.
El 3 de abril de 1987, el papa San Juan Pablo II visitó las dependencias del Hogar de Cristo en Santiago, en el marco de su visita durante 6 días a Chile. El mismo Papa fue el que beatificaría a Alberto Hurtado años después, en 1994, mismo año en que se comenzó la construcción del santuario y tumba del jesuita en Estación Central, la que fue inaugurada en noviembre de 1995.

## Financiamiento

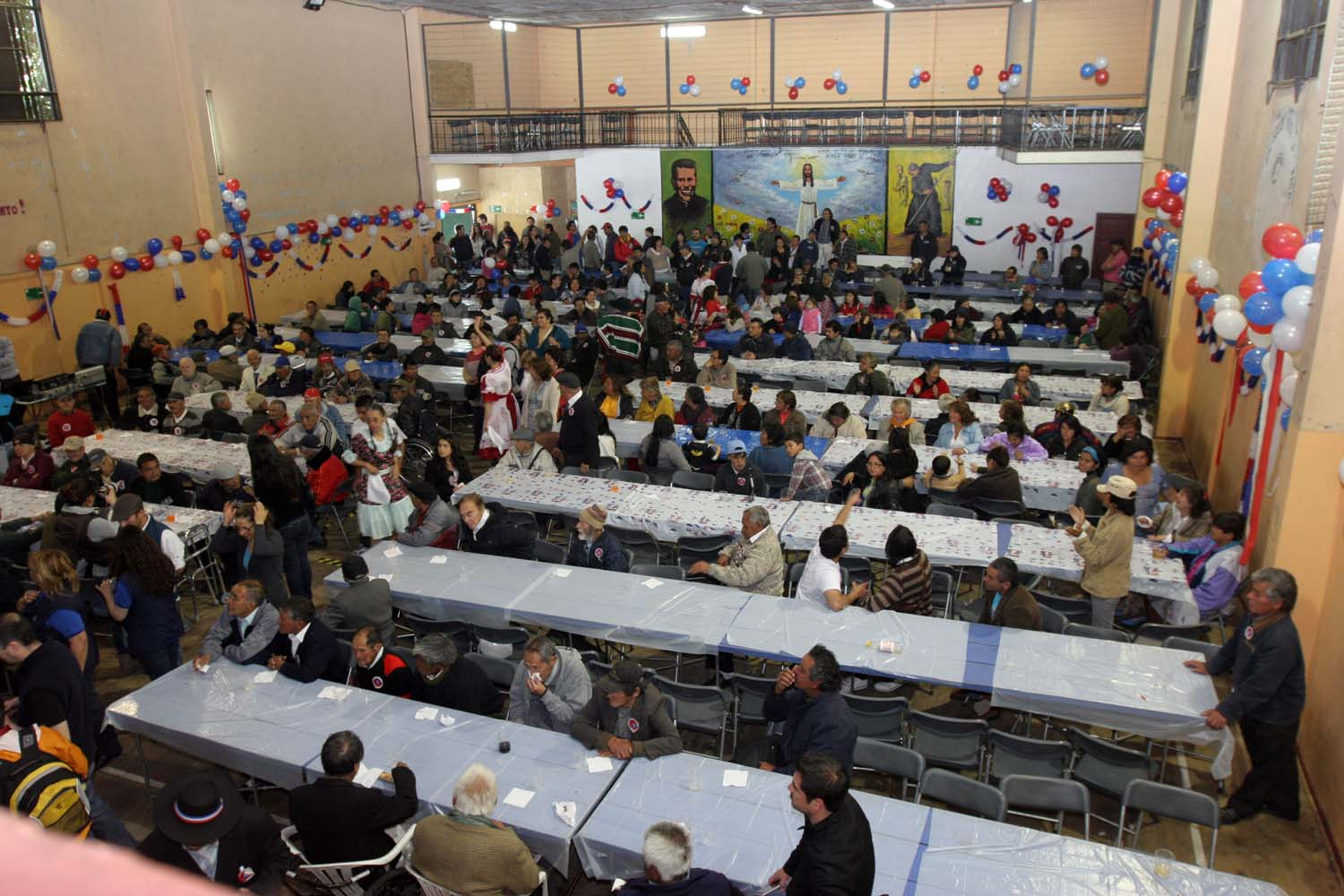
Comedor de una de las sedes del Hogar de Cristo.

Su financiamiento proviene de aportes de privados, del Estado e ingresos de fuentes propias y recuperaciones. Tiene algunas fundaciones dependientes que cumplen algunos objetivos específicos, como Fundación Súmate y Fundación Emplea. Tiene en la actualidad 252 programas en todo Chile y con una capacidad promedio, atendiendo así a más de 33 mil personas al año.
Un evento tradicional iniciado en 1983 y que se ha seguido realizado año a año en las sedes del Hogar de Cristo a lo largo del país, es la Cena de Pan y Vino, instancia en la cual la institución agradece a la comunidad, al mundo empresarial y político, por el apoyo brindado durante el año, e invita y motiva a todos a seguir participando de la obra. En estas cenas participan figuras de la televisión y el espectáculo nacionales. En la sede de Chillán, en 2007 fueron subastadas camisetas de Deportivo Ñublense, que durante ese año lució al Hogar de Cristo como principal patrocinador de su camiseta en algunos partidos del campeonato de Primera División, siendo el primer club chileno en usar un auspiciador benéfico en su camiseta.
En su [https://www.hogardecristo.cl/transparencia-activa-hdc/ sitio web Hogar de Cristo publica de manera detallada cómo usa sus recursos y cómo gestiona su labor social, siguiendo las recomendaciones del Consejo para la Transparencia.

## Capellanes
Han ejercido como capellanes del Hogar de Cristo los siguientes religiosos:
- Alberto Hurtado Cruchaga S.J. (1944-1952)
- Guillermo Balmaceda Mackenna S.J. (1952)
- Álvaro Lavín Echegoyen S.J. (1952-1962)
- José Cifuentes Grez G. S.J. (1962-1966)
- Álvaro Lavín Echegoyen S.J. (1966-1980)
- Renato Hevia Rivas S.J (1980-1982)
- Renato Poblete Barth S.J. (1982-2000)
- Agustín Moreira Hudson S.J. (2000-2011)
- Pablo Walker Cruchaga S.J. (2011-2018)
- José Francisco Yuraszeck Krebs, S.J (2018-en el cargo)

## Organizaciones filiales/relacionadas
- Fundación Emplea
- Fundación Súmate

## Empresas Sociales
- Fondo Esperanza
- Funeraria Hogar de Cristo